# سالیوان ۱۵۱۳۳
سیارک ۱۵۱۳۳ (به انگلیسی: 15133 Sullivan، نامگذاری:2000EB91) پانزده هزار و صد و سی و سومین سیارک کشف شده‌است که در ۹ مارس ۲۰۰۰ کشف شد.
قدر مطلق سیارک برابر ۲۰.۴ است.